# Diane Brewster

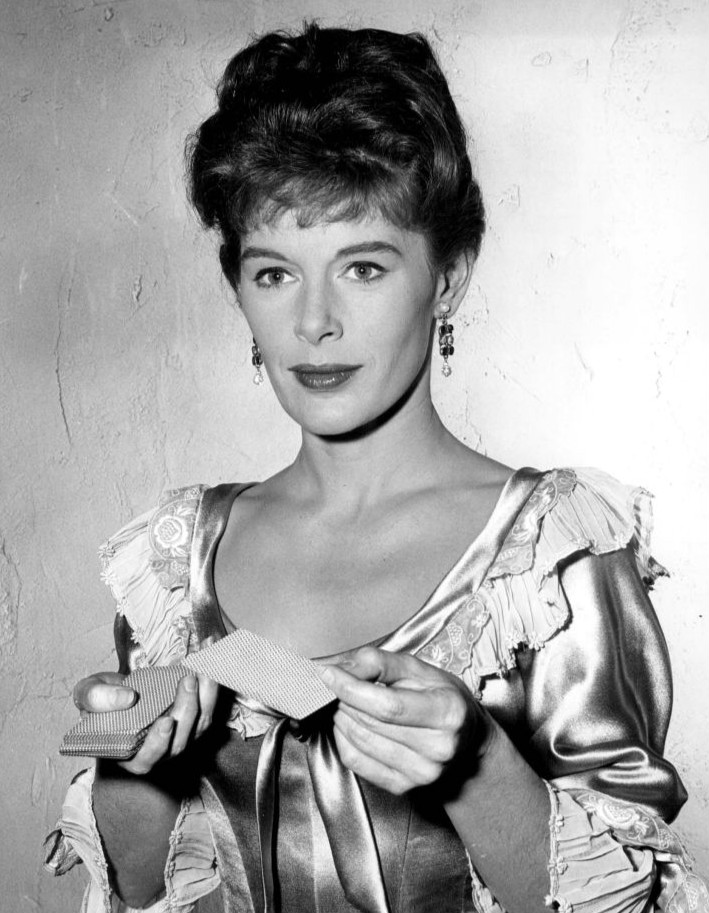
Brewster en The Dakotas (1963)

Diane Brewster (11 de marzo de 1931 – 12 de noviembre de 1991) fue una actriz cinematográfica y televisiva de estadounidense. Fue conocida por tres papeles televisivos encarnados en los años 1950 y 1960: el de Samantha Crawford en la serie western Maverick, el de Miss Canfield en Leave It to Beaver, y el de Helen Kimble en El fugitivo.

## Biografía

### Inicios
Nacida en Kansas City, Missouri, sus padres eran Phillip Sloan Brewster, un jurista, y su esposa, Geraldine Craddock. Cursó estudios en la Shawnee Mission High School, recibiendo formación en artes liberales en la Universidad de Kansas. Tras su año sophomore en la universidad, aceptó un trabajo como secretaria en una emisora radiofónica.
Brewster era descendiente directa de William Brewster, del Gobernador William Bradford, y de la escritora Martha Wadsworth Brewster.

### Carrera
El primer trabajo de Brewster en el mundo del espectáculo fue el de presentadora de un programa radiofónico juvenil, tras lo cual participó en anuncios comerciales, comentarios sobre el mundo de la moda e, incluso, en programas de información del tiempo.
En 1956 Brewster fue presentadora del The Ina Ray Hutton Show, un programa televisivo de variedades de la NBC.
Para la serie Maverick, Brewster encarnó a Samantha Crawford. La actriz hizo ese mismo papel por vez primera en un episodio emitido en 1956 de la serie Cheyenne, "Dark Rider". Posteriormente interpretó al personaje, junto a James Garner, en el episodio de Maverick "According to Hoyle". Otras actuaciones en Maverick tuvieron lugar en "The Savage Hills" (con Jack Kelly), "The Seventh Hand" (con Garner), y el famoso "Shady Deal at Sunny Acres" (con Kelly y Garner). 
Brewster fue Miss Canfield en Leave It to Beaver, tanto en la primera temporada emitida por la CBS en 1957-1958 como en diferentes versiones de los años 1980. En el capítulo piloto, "It's a Small World", fue Miss Simms, y en cuatro entregas regulares ya interpretó a Miss Canfield. Brewster fue reemplazada por Sue Randall en la segunda temporada de la serie.
En el año 1957 actuó junto a George Montgomery en la película western Black Patch. El 31 de enero de 1959, hizo un papel similar al de Samantha Crawford, el de Lisa Caldwell en el episodio "Runaway Train", perteneciente a la serie western de la NBC Cimarron City, volviendo a coincidir con George Montgomery, actuando también Lyle Talbot en la producción.
Ese mismo año 1959 Brewster actuó en The Young Philadelphians, interpretando a la madre del personaje de Paul Newman, siendo Newman seis años mayor que ella. La actriz hizo casi cincuenta actuaciones en otras producciones televisivas y cinematográficas, entre ellas Crusader, Randall, el justiciero, Tombstone Territory, Tales of Wells Fargo y Harbor Was Command. En 1959 fue la esposa del personaje de Ronald Reagan en una entrega de la serie de antología General Electric Theatre, "Nobody's Child", y fue Marian Dell en el episodio "Law of the Badlands", perteneciente a Frontier Doctor, serie protagonizada por Rex Allen.
En 1960, Brewster tuvo el papel protagonista de Wilhelmina "Steamboat Willy" Vanderveer en The Islanders, una serie de aventuras ambientada en el Sur del Pacífico, actuando junto a William Reynolds y James Philbrook. Ese mismo año tuvo el papel del título en el episodio "The Lita Foladaire Story", perteneciente a la serie Wagon Train, en el que actuaban Ward Bond y Evelyn Brent.
Brewster fue posteriormente invitada en Empire y en el episodio de The Rifleman "Jealous Man" (1962). En 1963 trabajó en The Dakotas y en la entrega de Perry Mason "The Case of the Potted Planter". Al siguiente año actuó en el episodio de estreno de Kentucky Jones (1964). Brewster también actuó varias veces, en flashbacks sin créditos en los títulos, como Helen Kimble, la esposa asesinada del protagonista de El fugitivo. Tambián participó en dos episodios de Death Valley Days, en un capítulo de Mis adorables sobrinos emitido en 1966, y en una entrega de Ironside (1968) antes de retirarse. Aun así, reapareció en cuatro episodios de The New Leave It to Beaver.

### Vida personal
Diane Brewster falleció a causa de una insuficiencia cardiaca en 1991, en Studio City, California. Tenía 60 años de edad.
Se había casado en 1959 con el cirujano maxilofacial Jabe Z. Walker. Tuvieron un hijo, Dean C. Walker (nacido el 29 de marzo de 1960) y una hija, Lynn D. Walker (nacida el 25 de julio de 1961). Jabe Walker falleció en febrero de 2013.

## Selección de su filmografía

### Cine
- 1955 : Lucy Gallant, de Robert Parrish
- 1957 : Pharaoh's Curse, de Lee Sholem
- 1957 : The Oklahoman, de Francis D. Lyon
- 1957 : Courage of Black Beauty, de Harold D. Schuster
- 1957 : The Invisible Boy, de Herman Hoffman
- 1958 : Quantrill's Raiders, de Edward Bernds
- 1958 : Torpedo Run, de Joseph Pevney
- 1959 : King of the Wild Stallions, de R. G. Springsteen
- 1959 : The Young Philadelphians, de Vincent Sherman
- 1959 : The Man in the Net, de Michael Curtiz

### Televisión
- 1955 : Alfred Hitchcock presenta, episodio The Case of Mr. Pelham
- 1956-1962 : Cheyenne, episodios The Travelers (de Richard L. Bare), The Dark Rider (de Richard L. Bare), Mustang Trail (de Richard L. Bare) y Dark Decision (de Robert Sparr)
- 1956-1964 : Death Valley Days, episodios Faro Bill's Layout y The $25,000 Wager (de Harmon Jones)
- 1957-1958 : Maverick, episodios According to Hoyle (de Budd Boetticher), The Savage Hills (de Douglas Heyes), The Seventh Hand (de Richard L. Bare) y Shady Deal at Sunny Acres (de Leslie H. Martinson)
- 1958 : Mickey Spillane's Mike Hammer, episodio Death Takes an Encore
- 1958-1965 : Wagon Train, episodios The Honorable Don Charlie Story (de David Butler), The Lita Foladaire Story (de Jerry Hopper) y The Echo Pass Story (de Joseph Pevney)
- 1959 : Randall, el justiciero, episodio Double Fee, de Don McDougall
- 1959 : Bat Masterson, episodios The Conspiracy, partes I y II, de Alan Crosland Jr.
- 1962 : The Rifleman, episodio Jealous Man, de Lawrence Dobkin
- 1962-1964 : 77 Sunset Strip, episodios The Dark Wood (de Richard C. Sarafian y Dead as in « Dude », de Abner Biberman
- 1963 : Ripcord, episodio The Lost Tribe
- 1963 : Perry Mason, episodio The Case of the Potted Planter, de Jesse Hibbs
- 1963-1967 : El fugitivo, episodios The Girl from Little Egypt (de Vincent McEveety) y The Judgment, Parte II (de Don Medford)
- 1967 : Mis adorables sobrinos, episodio Freddie, de William D. Russell
- 1968 : Ironside, episodio Force of Arms
- 1970 : Audacia es el juego, episodio Echo of a Nightmare, de John Newland
- 1983 : Simon & Simon, episodio The Skeleton Who Came Out of the Closet, de Paul Krasny
- 1983 : Still the Beaver (telefilm), de Steven Hilliard Stern